# 亀田祥倫
亀田 祥倫（かめだ よしみち、1984年3月3日 - ）は、日本のアニメーター、キャラクターデザイナー。広島県尾道市出身。尾道市立大学芸術文化学部美術学科卒。WIT STUDIO所属。

## 来歴
2009年から放送された『鋼の錬金術師 FULLMETAL ALCHEMIST』にてキーアニメーターを担当し、アクションシーンの作画を中心に活躍。
その後、アニメミライ2014『パロルのみらい島』では企画の初期段階から関わり、キャラクターデザイン・作画監督に加え、イメージボードから手掛ける。
2016年『モブサイコ100』にてテレビシリーズでは自身初となるキャラクターデザインを担当した。
2023年、総作画監督を手掛けた劇場作品『犬王』にて新潟国際アニメーション映画祭の大川＝蕗谷賞を受賞。

## 参加作品

### テレビアニメ
2006年
- パンプキン・シザーズ（2006年 - 2007年） - 動画検査、動画

2007年
- 瀬戸の花嫁 - 動画検査、動画
- 天元突破グレンラガン - 動画検査、動画（25話）
- バンブーブレード - 原画（9話）
- ああっ女神さまっ 闘う翼 - 原画、動画（2話）

2008年
- S・A〜スペシャル・エー〜 - 原画（5話・10話・14話・17話）
- 薬師寺涼子の怪奇事件簿 - 原画（4話）
- 絶対可憐チルドレン - 原画（27話・37話）
- ソウルイーター - 原画（34話）

2009年
- 天体戦士サンレッド - アヴァンタイトル原画（26話）、ウェザースリーオープニングアニメーション原画
- 鋼の錬金術師 FULLMETAL ALCHEMIST（2009年 - 2010年） - キーアニメーター、原画（OP1・OP3・OP4・OP5・5話・10話・14話・19話・25話・26話・33話・38話・40話・41話・45話・53話・54話・61話・62話・64話）、第二原画（1話）、動画（19話）
- NEEDLESS - 原画（3話）
- アスラクライン2 - メカニック・スチューデント（26話）

2009年-
- ドラえもん - 原画（OP5・318話・330話・369話・504話・612話）

2010年
- 四畳半神話大系 - 原画（6話）
- 生徒会役員共 - 原画（11話）
- NARUTO -ナルト- 疾風伝 - 原画（ED15）
- 伝説の勇者の伝説 - 原画（15話）
- STAR DRIVER 輝きのタクト - 原画（6話）
- そらのおとしものf - 原画（8話）

2011年
- NO.6 - 原画（OP・6話・10話・11話）
- BLEACH - 原画（341話）
- Persona4 the ANIMATION - 原画（OP3・8話）
- 輪るピングドラム - 原画（22話）
- UN-GO - 原画（11話）

2012年
- コンテンツビジネス最前線ジャパコンTV - オープニングアニメ原画
- エウレカセブンAO - 第二原画（23話）

2013年
- 絶園のテンペスト - 原画（13話）
- 翠星のガルガンティア - 原画（OP・ED・2話・6話・9話・12話・13話）

2014年
- はじめの一歩 Rising - 原画（20話）
- キルラキル - 原画（24話）
- スペース☆ダンディ - ゲストキャラクターデザイン（14話）、ゲスト宇宙人デザイン/作画監督/原画（22話）、原画（26話）

2015年
- ワンパンマン - キャラクターデザイン協力（8話・9話）、作画監督（9話）、アクション作画監督（3話）、原画（OP・1話・3話・4話・9話）

2016年
- モブサイコ100 - キャラクターデザイン・作画監督（OP・1話・8話・11話・12話）、原画（OP）、第二原画（12話）
- フリップフラッパーズ - 演出・作画監督（12話）
- ポケットモンスター サン&ムーン（2016年 - 2019年） - OP1原画

2017年
- 龍の歯医者 - 原画
- おそ松さん （第2期、2017年 - 2018年） - 原画（25話）

2019年
- モブサイコ100 II - キャラクターデザイン・作画監督（2話・OP）、原画（2話・OP）、第二原画（7話）

2021年
- SK∞ エスケーエイト - アイキャッチアニメーション演出・作画

2022年
- 名探偵コナン ゼロの日常 - 原画（OP）
- 名探偵コナン 犯人の犯沢さん - 原画（OP）
- モブサイコ100 III - キャラクターデザイン・総作画監督・作画監督（OP・6話・12話）、エンディング協力 (ED)

2023年
- お兄ちゃんはおしまい！ - 第7話エンドカードイラスト
- 王様ランキング 勇気の宝箱 - 絵コンテ（7話）、演出（7話）、作画監督（7話）、原画（OP）

2024年
- ダンダダン - 宇宙人デザイン、妖怪デザイン

2025年
- 真・侍伝YAIBA - キャラクターデザイン・総作画監督、作画監督（OP・1話）・原画（1話）

### 劇場アニメ
2007年
- ストレンヂア 無皇刃譚 - 動画

2011年
- 鋼の錬金術師 嘆きの丘の聖なる星 - 原画
- トワノクオン - 原画（6話）

2012年
- 魔法少女リリカルなのは The MOVIE 2nd A's - 原画
- ヱヴァンゲリヲン新劇場版:Q - 原画

2014年
- パロルのみらい島 - イメージデザイン、キャラクターデザイン・作画監督

2017年
- 映画ドラえもん のび太の南極カチコチ大冒険 - おまけ映像

2018年
- 映画ドラえもん のび太の宝島 - キャラクターデザイン・総作画監督、作画監督

2019年
- 映画ドラえもん のび太の月面探査記 - 原画

2021年
- シン・エヴァンゲリオン劇場版 - メカ作画監督補佐・原画

2022年
- 名探偵コナン ハロウィンの花嫁 - 原画
- 犬王 - 総作画監督・原画

2023年
- 名探偵コナン 黒鉄の魚影 - 原画
- 君たちはどう生きるか - 原画

2024年
- 僕のヒーローアカデミア THE MOVIE ユアネクスト - 原画

### OVA
2007年
- サクラ大戦 ニューヨーク・紐育 - 動画

2009年
- 瀬戸の花嫁OVA 仁・義 - 原画
- 異世界の聖機師物語 - 原画（2話）

2011年
- 合体ロボット アトランジャー - 原画

2012年
- 一発必中!! デバンダー - OP原画

2013年
- アイアンマン：ライズ・オブ・テクノヴォア - 原画

2014年
- マギ シンドバッドの冒険 - 原画（2話）

2019年
- モブサイコ100 第一回霊とか相談所慰安旅行〜ココロ満たす癒やしの旅〜 - キャラクターデザイン

### Webアニメ
2014年
- 日本アニメ（ーター）見本市『龍の歯医者』 - アニメーションキャラクターデザイン、作画監督、原画

2015年
- 日本アニメ（ーター）見本市『Kanón』 - 原画
- 日本アニメ（ーター）見本市『偶像戦域』 - 原画

### ゲーム
2012年
- アスラズ ラース - 原画（11.5話）
- レイトン教授VS逆転裁判 - アクション作画監督、OP原画

2017年
- テイルズ オブ ザ レイズ - OP原画

## 書籍
- 亀田祥倫アートワークス 100%（2023年3月 エムディエヌコーポレーション ISBN 978-4-295-20477-0）